# Eleições autárquicas portuguesas de 1982 nos Açores
| Eleições autárquicas portuguesas de 1982 Distritos: Aveiro \| Beja \| Braga \| Bragança \| Castelo Branco \| Coimbra \| Évora \| Faro \| Guarda \| Leiria \| Lisboa \| Portalegre \| Porto \| Santarém \| Setúbal \| Viana do Castelo \| Vila Real \| Viseu \| Açores \| Madeira |

## Resultados por concelho
Os resultados nos concelhos da Região Autónoma dos Açores foram os seguintes:

### Angra do Heroísmo
| Partido                 | Partido                   | Votos  | %               | +/-  | Vereadores | +/-     |
| ----------------------- | ------------------------- | ------ | --------------- | ---- | ---------- | ------- |
|                         | Partido Social Democrata  | 7 092  | 44,00 / 100,00  | 8,99 | 4 / 7      | Estável |
|                         | Partido Socialista        | 6 494  | 40,29 / 100,00  | 6,24 | 3 / 7      | Estável |
|                         | Centro Democrático Social | 1 288  | 7,99 / 100,00   | 2,05 | 0 / 7      | Estável |
|                         | Aliança Povo Unido        | 457    | 2,83 / 100,00   | 0,25 | 0 / 7      | Estável |
|                         | União Democrática Popular | 282    | 1,75 / 100,00   | 0,48 | 0 / 7      | Estável |
| Votos Inválidos         | Votos Inválidos           | 507    | 3,15 / 100,00   | 0,49 |            |         |
| Total                   | Total                     | 16 120 | 100,00 / 100,00 |      | 7 / 7      |         |
| Eleitorado/Participação | Eleitorado/Participação   | 25 427 | 63,40 / 100,00  | 6,49 |            |         |

### Calheta
| Partido                 | Partido                  | Votos | %               | +/-   | Vereadores | +/-     |
| ----------------------- | ------------------------ | ----- | --------------- | ----- | ---------- | ------- |
|                         | Partido Social Democrata | 1 683 | 89,05 / 100,00  | 8,60  | 5 / 5      | Estável |
| Votos Inválidos         | Votos Inválidos          | 207   | 10,95 / 100,00  | 6,81  |            |         |
| Total                   | Total                    | 1 890 | 100,00 / 100,00 |       | 5 / 5      |         |
| Eleitorado/Participação | Eleitorado/Participação  | 3 343 | 56,54 / 100,00  | 13,49 |            |         |

### Corvo
| Partido                 | Partido                  | Votos | %               | +/-   | Vereadores | +/- |
| ----------------------- | ------------------------ | ----- | --------------- | ----- | ---------- | --- |
|                         | Partido Social Democrata | 129   | 55,13 / 100,00  | 5,93  | 3 / 5      | 2   |
|                         | Partido Socialista       | 88    | 37,61 / 100,00  | -     | 2 / 5      | -   |
| Votos Inválidos         | Votos Inválidos          | 17    | 7,27 / 100,00   | 31,67 |            |     |
| Total                   | Total                    | 234   | 100,00 / 100,00 |       | 5 / 5      |     |
| Eleitorado/Participação | Eleitorado/Participação  | 318   | 73,58 / 100,00  | 3,29  |            |     |

### Horta
| Partido                 | Partido                   | Votos  | %               | +/-  | Vereadores | +/-     |
| ----------------------- | ------------------------- | ------ | --------------- | ---- | ---------- | ------- |
|                         | Partido Social Democrata  | 4 356  | 55,33 / 100,00  | 7,62 | 5 / 7      | Estável |
|                         | Partido Socialista        | 2 120  | 26,93 / 100,00  | 2,31 | 2 / 7      | Estável |
|                         | Centro Democrático Social | 565    | 7,18 / 100,00   | 3,21 | 0 / 7      | Estável |
|                         | Aliança Povo Unido        | 428    | 5,44 / 100,00   | 0,65 | 0 / 7      | Estável |
|                         | União Democrática Popular | 127    | 1,61 / 100,00   | 0,54 | 0 / 7      | Estável |
| Votos Inválidos         | Votos Inválidos           | 277    | 3,52 / 100,00   | 1,25 |            |         |
| Total                   | Total                     | 7 873  | 100,00 / 100,00 |      | 7 / 7      |         |
| Eleitorado/Participação | Eleitorado/Participação   | 10 745 | 73,27 / 100,00  | 0,58 |            |         |

### Lagoa
| Partido                 | Partido                   | Votos | %               | +/-   | Vereadores | +/-     |
| ----------------------- | ------------------------- | ----- | --------------- | ----- | ---------- | ------- |
|                         | Partido Social Democrata  | 2 184 | 54,09 / 100,00  | 5,72  | 3 / 5      | Estável |
|                         | Partido Socialista        | 791   | 19,59 / 100,00  | 13,12 | 1 / 5      | 1       |
|                         | Centro Democrático Social | 601   | 14,88 / 100,00  | -     | 1 / 5      | -       |
|                         | Aliança Povo Unido        | 155   | 3,84 / 100,00   | 1,22  | 0 / 5      | Estável |
|                         | União Democrática Popular | 70    | 1,73 / 100,00   | -     | 0 / 5      | -       |
| Votos Inválidos         | Votos Inválidos           | 237   | 5,87 / 100,00   | 1,00  |            |         |
| Total                   | Total                     | 4 038 | 100,00 / 100,00 |       | 5 / 5      |         |
| Eleitorado/Participação | Eleitorado/Participação   | 7 011 | 57,60 / 100,00  | 0,14  |            |         |

### Lajes das Flores
| Partido                 | Partido                             | Votos | %               | +/-   | Vereadores | +/-     |
| ----------------------- | ----------------------------------- | ----- | --------------- | ----- | ---------- | ------- |
|                         | Acção Social Democrata Independente | 532   | 51,25 / 100,00  | Novo  | 3 / 5      | Novo    |
|                         | Partido Social Democrata            | 347   | 33,43 / 100,00  | 5,02  | 2 / 5      | Estável |
|                         | Partido Socialista                  | 83    | 8,00 / 100,00   | 44,52 | 0 / 5      | 3       |
|                         | Aliança Povo Unido                  | 57    | 5,49 / 100,00   | 1,22  | 0 / 5      | Estável |
| Votos Inválidos         | Votos Inválidos                     | 19    | 1,83 / 100,00   | 2,93  |            |         |
| Total                   | Total                               | 1 038 | 100,00 / 100,00 |       | 5 / 5      |         |
| Eleitorado/Participação | Eleitorado/Participação             | 1 422 | 73,00 / 100,00  | 0,89  |            |         |

### Lajes do Pico
| Partido                 | Partido                   | Votos | %               | +/-  | Vereadores | +/-     |
| ----------------------- | ------------------------- | ----- | --------------- | ---- | ---------- | ------- |
|                         | Partido Social Democrata  | 1 571 | 49,54 / 100,00  | 0,16 | 3 / 5      | Estável |
|                         | Partido Socialista        | 1 311 | 41,34 / 100,00  | 6,51 | 2 / 5      | Estável |
|                         | Centro Democrático Social | 176   | 5,55 / 100,00   | -    | 0 / 5      | -       |
|                         | Aliança Povo Unido        | 37    | 1,17 / 100,00   | 0,58 | 0 / 5      | Estável |
| Votos Inválidos         | Votos Inválidos           | 76    | 2,40 / 100,00   | 0,22 |            |         |
| Total                   | Total                     | 3 171 | 100,00 / 100,00 |      | 5 / 5      |         |
| Eleitorado/Participação | Eleitorado/Participação   | 4 337 | 73,12 / 100,00  | 8,36 |            |         |

### Madalena
| Partido                 | Partido                  | Votos | %               | +/-   | Vereadores | +/-     |
| ----------------------- | ------------------------ | ----- | --------------- | ----- | ---------- | ------- |
|                         | Partido Social Democrata | 1 919 | 60,03 / 100,00  | 11,36 | 3 / 5      | 1       |
|                         | Partido Socialista       | 1 033 | 32,31 / 100,00  | 8,10  | 2 / 5      | 1       |
|                         | Aliança Povo Unido       | 121   | 3,78 / 100,00   | 1,41  | 0 / 5      | Estável |
| Votos Inválidos         | Votos Inválidos          | 126   | 3,88 / 100,00   | 1,86  |            |         |
| Total                   | Total                    | 3 197 | 100,00 / 100,00 |       | 5 / 5      |         |
| Eleitorado/Participação | Eleitorado/Participação  | 4 376 | 73,06 / 100,00  | 3,40  |            |         |

### Nordeste
| Partido                 | Partido                   | Votos | %               | +/-  | Vereadores | +/-     |
| ----------------------- | ------------------------- | ----- | --------------- | ---- | ---------- | ------- |
|                         | Partido Social Democrata  | 1 669 | 51,16 / 100,00  | 9,39 | 3 / 5      | 1       |
|                         | Partido Socialista        | 872   | 26,73 / 100,00  | 3,26 | 1 / 5      | Estável |
|                         | Centro Democrático Social | 470   | 14,41 / 100,00  | 5,48 | 1 / 5      | 1       |
|                         | Aliança Povo Unido        | 72    | 2,21 / 100,00   | 0,45 | 0 / 5      | Estável |
| Votos Inválidos         | Votos Inválidos           | 179   | 5,49 / 100,00   | 1,09 |            |         |
| Total                   | Total                     | 3 262 | 100,00 / 100,00 |      | 5 / 5      |         |
| Eleitorado/Participação | Eleitorado/Participação   | 4 509 | 72,34 / 100,00  | 2,23 |            |         |

### Ponta Delgada
| Partido                 | Partido                   | Votos  | %               | +/-   | Vereadores | +/-     |
| ----------------------- | ------------------------- | ------ | --------------- | ----- | ---------- | ------- |
|                         | Partido Social Democrata  | 11 305 | 49,58 / 100,00  | 13,94 | 4 / 7      | 2       |
|                         | Partido Socialista        | 7 204  | 31,59 / 100,00  | 10,99 | 3 / 7      | 2       |
|                         | Centro Democrático Social | 2 133  | 9,35 / 100,00   | 2,24  | 0 / 7      | Estável |
|                         | Aliança Povo Unido        | 857    | 3,76 / 100,00   | 0,15  | 0 / 7      | Estável |
|                         | União Democrática Popular | 350    | 1,53 / 100,00   | -     | 0 / 7      | -       |
| Votos Inválidos         | Votos Inválidos           | 954    | 4,18 / 100,00   | 0,09  |            |         |
| Total                   | Total                     | 22 803 | 100,00 / 100,00 |       | 7 / 7      |         |
| Eleitorado/Participação | Eleitorado/Participação   | 40 153 | 56,79 / 100,00  | 1,93  |            |         |

### Povoação
| Partido                 | Partido                   | Votos | %               | +/-   | Vereadores | +/-     |
| ----------------------- | ------------------------- | ----- | --------------- | ----- | ---------- | ------- |
|                         | Partido Social Democrata  | 1 736 | 47,64 / 100,00  | 15,09 | 3 / 5      | 1       |
|                         | Partido Socialista        | 896   | 24,59 / 100,00  | 10,11 | 1 / 5      | 1       |
|                         | Centro Democrático Social | 700   | 19,21 / 100,00  | 2,95  | 1 / 5      | Estável |
|                         | Aliança Povo Unido        | 71    | 1,95 / 100,00   | 0,22  | 0 / 5      | Estável |
| Votos Inválidos         | Votos Inválidos           | 241   | 6,62 / 100,00   | 1,82  |            |         |
| Total                   | Total                     | 3 644 | 100,00 / 100,00 |       | 5 / 5      |         |
| Eleitorado/Participação | Eleitorado/Participação   | 5 596 | 65,12 / 100,00  | 3,02  |            |         |

### Ribeira Grande
| Partido                 | Partido                   | Votos  | %               | +/-   | Vereadores | +/-     |
| ----------------------- | ------------------------- | ------ | --------------- | ----- | ---------- | ------- |
|                         | Partido Social Democrata  | 5 542  | 50,97 / 100,00  | 15,06 | 4 / 7      | 2       |
|                         | Partido Socialista        | 3 778  | 34,75 / 100,00  | -     | 3 / 7      | -       |
|                         | Centro Democrático Social | 553    | 5,09 / 100,00   | 9,07  | 0 / 7      | 1       |
|                         | Aliança Povo Unido        | 172    | 1,58 / 100,00   | 8,58  | 0 / 7      | Estável |
|                         | União Democrática Popular | 110    | 1,01 / 100,00   | -     | 0 / 7      | -       |
| Votos Inválidos         | Votos Inválidos           | 718    | 6,61 / 100,00   | 3,05  |            |         |
| Total                   | Total                     | 10 873 | 100,00 / 100,00 |       | 7 / 7      |         |
| Eleitorado/Participação | Eleitorado/Participação   | 16 367 | 66,43 / 100,00  | 6,87  |            |         |

### Santa Cruz da Graciosa
| Partido                 | Partido                  | Votos | %               | +/-   | Vereadores | +/- |
| ----------------------- | ------------------------ | ----- | --------------- | ----- | ---------- | --- |
|                         | Partido Social Democrata | 1 524 | 60,55 / 100,00  | 14,50 | 3 / 5      | 1   |
|                         | Partido Socialista       | 899   | 35,72 / 100,00  | 14,59 | 2 / 5      | 1   |
| Votos Inválidos         | Votos Inválidos          | 94    | 3,73 / 100,00   | 0,09  |            |     |
| Total                   | Total                    | 2 517 | 100,00 / 100,00 |       | 5 / 5      |     |
| Eleitorado/Participação | Eleitorado/Participação  | 4 149 | 60,67 / 100,00  | 8,77  |            |     |

### Santa Cruz das Flores
| Partido                 | Partido                   | Votos | %               | +/-   | Vereadores | +/-     |
| ----------------------- | ------------------------- | ----- | --------------- | ----- | ---------- | ------- |
|                         | Partido Social Democrata  | 776   | 56,64 / 100,00  | 17,09 | 3 / 5      | 1       |
|                         | Centro Democrático Social | 388   | 28,32 / 100,00  | 10,10 | 2 / 5      | Estável |
|                         | Partido Socialista        | 115   | 8,39 / 100,00   | 7,67  | 0 / 5      | 1       |
|                         | Aliança Povo Unido        | 55    | 4,01 / 100,00   | -     | 0 / 5      | -       |
| Votos Inválidos         | Votos Inválidos           | 36    | 2,63 / 100,00   | 3,34  |            |         |
| Total                   | Total                     | 1 370 | 100,00 / 100,00 |       | 5 / 5      |         |
| Eleitorado/Participação | Eleitorado/Participação   | 1 738 | 78,83 / 100,00  | 6,59  |            |         |

### São Roque do Pico
| Partido                 | Partido                  | Votos | %               | +/-  | Vereadores | +/-     |
| ----------------------- | ------------------------ | ----- | --------------- | ---- | ---------- | ------- |
|                         | Partido Social Democrata | 1 054 | 54,27 / 100,00  | 3,06 | 3 / 5      | Estável |
|                         | Partido Socialista       | 633   | 32,60 / 100,00  | 3,77 | 2 / 5      | Estável |
|                         | Aliança Povo Unido       | 154   | 7,93 / 100,00   | 5,38 | 0 / 5      | Estável |
| Votos Inválidos         | Votos Inválidos          | 101   | 5,20 / 100,00   | 1,45 |            |         |
| Total                   | Total                    | 1 942 | 100,00 / 100,00 |      | 5 / 5      |         |
| Eleitorado/Participação | Eleitorado/Participação  | 2 658 | 73,06 / 100,00  | 1,75 |            |         |

### Velas
| Partido                 | Partido                  | Votos | %               | +/-   | Vereadores | +/-     |
| ----------------------- | ------------------------ | ----- | --------------- | ----- | ---------- | ------- |
|                         | Partido Social Democrata | 1 732 | 64,48 / 100,00  | 1,25  | 4 / 5      | Estável |
|                         | Partido Socialista       | 813   | 30,27 / 100,00  | 20,10 | 1 / 5      | 1       |
| Votos Inválidos         | Votos Inválidos          | 141   | 5,25 / 100,00   | 2,97  |            |         |
| Total                   | Total                    | 2 686 | 100,00 / 100,00 |       | 5 / 5      |         |
| Eleitorado/Participação | Eleitorado/Participação  | 4 061 | 66,14 / 100,00  | 10,09 |            |         |

### Vila do Porto
| Partido                 | Partido                   | Votos | %               | +/-   | Vereadores | +/-     |
| ----------------------- | ------------------------- | ----- | --------------- | ----- | ---------- | ------- |
|                         | Partido Socialista        | 1 171 | 46,12 / 100,00  | 16,00 | 3 / 5      | 1       |
|                         | Partido Social Democrata  | 1 115 | 43,91 / 100,00  | 10,83 | 2 / 5      | 1       |
|                         | Centro Democrático Social | 84    | 3,31 / 100,00   | 4,73  | 0 / 5      | Estável |
|                         | Aliança Povo Unido        | 44    | 1,73 / 100,00   | 0,26  | 0 / 5      | Estável |
|                         | União Democrática Popular | 24    | 0,95 / 100,00   | -     | 0 / 5      | -       |
| Votos Inválidos         | Votos Inválidos           | 101   | 3,97 / 100,00   | 1,14  |            |         |
| Total                   | Total                     | 2 539 | 100,00 / 100,00 |       | 5 / 5      |         |
| Eleitorado/Participação | Eleitorado/Participação   | 4 337 | 58,54 / 100,00  | 2,59  |            |         |

### Vila Franca do Campo
| Partido                 | Partido                   | Votos | %               | +/-   | Vereadores | +/-     |
| ----------------------- | ------------------------- | ----- | --------------- | ----- | ---------- | ------- |
|                         | Partido Social Democrata  | 2 108 | 46,31 / 100,00  | 15,92 | 3 / 5      | 1       |
|                         | Partido Socialista        | 1 786 | 39,24 / 100,00  | 21,68 | 2 / 5      | 1       |
|                         | Centro Democrático Social | 335   | 7,36 / 100,00   | 1,42  | 0 / 5      | Estável |
|                         | Aliança Povo Unido        | 109   | 2,39 / 100,00   | 3,79  | 0 / 5      | Estável |
| Votos Inválidos         | Votos Inválidos           | 214   | 4,70 / 100,00   | 0,56  |            |         |
| Total                   | Total                     | 4 552 | 100,00 / 100,00 |       | 5 / 5      |         |
| Eleitorado/Participação | Eleitorado/Participação   | 6 914 | 65,84 / 100,00  | 8,11  |            |         |

### Vila Praia da Vitória
| Partido                 | Partido                   | Votos  | %               | +/-  | Vereadores | +/-     |
| ----------------------- | ------------------------- | ------ | --------------- | ---- | ---------- | ------- |
|                         | Partido Social Democrata  | 4 871  | 53,45 / 100,00  | 5,15 | 4 / 7      | 1       |
|                         | Partido Socialista        | 3 131  | 34,36 / 100,00  | 3,06 | 3 / 7      | 1       |
|                         | Centro Democrático Social | 609    | 6,68 / 100,00   | 1,85 | 0 / 7      | Estável |
|                         | Aliança Povo Unido        | 172    | 1,89 / 100,00   | 0,44 | 0 / 7      | Estável |
|                         | União Democrática Popular | 69     | 0,76 / 100,00   | -    | 0 / 7      | -       |
| Votos Inválidos         | Votos Inválidos           | 261    | 2,86 / 100,00   | 0,07 |            |         |
| Total                   | Total                     | 9 113  | 100,00 / 100,00 |      | 7 / 7      |         |
| Eleitorado/Participação | Eleitorado/Participação   | 15 165 | 60,09 / 100,00  | 8,12 |            |         |